# USS Barber (DE-161)
«Барбер» (англ. USS Barber (DE-161) — військовий корабель, ескортний міноносець класу «Баклі» військово-морських сил США за часів Другої світової війни.
«Барбер» був закладений 27 квітня 1943 року на Норфолкській військово-морській верфі у Портсмуті, де 20 травня 1943 року корабель був спущений на воду. 10 жовтня 1943 року він увійшов до складу ВМС США.
Ескортний міноносець «Барбер» брав участь у бойових діях на морі в Другій світовій війні, супроводжував транспортні конвої союзників в Атлантиці. За час війни брав участь у затопленні у взаємодії з іншими протичовновими кораблями німецького підводного човна U-488.
За бойові заслуги, проявлену мужність та стійкість екіпажу в боях «Барбер» удостоєний трьох бойових зірок, нашивки за участь у бойових діях, медалей «За Європейсько-Африкансько-Близькосхідну», Азійської-тихоокеанську, «За Американську кампанії» і Перемоги у Другій світовій війні.

## Історія служби
26 квітня «Барбер» у взаємодії з американськими ескортними міноносцями «Фрост», «Г'юз» та «Сноуден» західніше островів Зеленого мису потопили глибинними бомбами німецький човен U-488.
9 жовтня «Барбер» відправили до військово-морської верфі Філадельфії для переобладнання у високошвидкісний транспорт класу «Чарльз Лоуренс». 26 березня 1945 року корабель прибув до Перл-Гарбора.
5 травня він прибув на атол Уліті з торговим конвоєм. 11 травня «Барбер» отримав наказ допомогти есмінцю «Г'ю В. Гедлі». Цей есмінець був серйозно пошкоджений унаслідок атак двох літаків-камікадзе. «Барбер» зібрала усіх вцілілих і допомагав евакуювати поранених з «Г'ю В. Гедлі», а потім працював над порятунком пошкодженого військового корабля.
22 грудня 1969 року американський корабель був проданий ВМС Мексики, де надійшов на озброєння наступного лютого як ARM Coahuila (B07). У 1994 році його перейменували на ARM Vincente Guerrero на честь колишнього президента Мексики Вісенте Герреро. В липні 2001 року його було вилучено зі списку ВМС Мексики.